# Feliks Róg-Mazurek
Feliks Róg-Mazurek, właściwie Feliks Mazurek, pseudonim Róg (ur. 17 sierpnia 1914 w Wattenscheid, dzielnicy Bochum, zm. 10 sierpnia 1971 w Poznaniu) – polski bibliotekarz, socjolog i prawnik, podpułkownik Ludowego Wojska Polskiego. Dyrektor Biblioteki Raczyńskich w Poznaniu.

## Życiorys
Syn Franciszka, w 1936 ukończył Szkołę Podchorążych Rezerwy w stopniu podporucznika. Od października 1936 do grudnia 1937 był nauczycielem szkoły powszechnej w Wołkowysku a także instruktorem wychowania fizycznego i PW w Okręgowym Urzędzie WF i PW w Grodnie. Dowodził kompanią cyklistów 69 Pułku Piechoty w czasie kampanii wrześniowej. Po klęsce znalazł się w Komendzie Obrońców Polski, przekształconej w 1943 w Polską Armię Ludową podległą RPPS. W sierpniu 1944, po wybuchu powstania warszawskiego, objął w stopniu podpułkownika stanowisko Szefa Sztabu Komendy Naczelnej PAL. W październiku 1944 został komendantem Okręgu PAL Radom i dowódcą oddziału partyzanckiego tej organizacji. Po wyzwoleniu przyjęty do ludowego Wojska Polskiego jako oficer dyspozycyjny Naczelnego Dowódcy WP. Z wynikiem celującym ukończył Wyższą Szkołę Oficerską WP w Rembertowie. Pracował jako Inspektor WF i PW w Państwowym Urzędzie WF i PW przy MON. Od lutego 1946 do stycznia 1947 zastępca dowódcy 14 Kołobrzeskiego Pułku Piechoty ds. liniowych. Zdemobilizowany na własną prośbę z powodu choroby.
Biblioteką Raczyńskich kierował w latach 1949-1953. Rozpoczął akcję tworzenia sieci filii w mieście, które umożliwiały szeroki dostęp do książek mieszkańcom. Tym samym po raz pierwszy w historii księgozbiór Biblioteki stał się masowo dostępny do wypożyczania na zewnątrz, a nie przede wszystkim w czytelniach. Podczas jego kadencji rozpoczęto odbudowę gmachu głównego, spalonego podczas działań wojennych w 1945 (autorką projektu budowlanego była Janina Czarnecka, a nadzór autorski i wyposażenie wnętrz przydzielono jej mężowi - Władysławowi Czarneckiemu, przy współpracy Zygmunta Skupniewicza). Układ wnętrza częściowo zmieniono, perspektywicznie myśląc o dobudowie nowego skrzydła od północy (stało się to dopiero w 2013). W latach 1953–1957 kierował Biblioteką Główną Uniwersytetu Przyrodniczego w Poznaniu. Był autorem mocno propagandowego dzieła o Cytadelowcach - Poznaniacy w walkach o Cytadelę (1948), w którym ukrywał fakty dotyczące przymuszania mieszkańców do szturmu na Fort Winiary przez żołnierzy Armii Czerwonej.
Został pochowany na cmentarzu Górczyńskim w Poznaniu.

## Odznaczenia
- Order Krzyża Grunwaldu III klasy - 28 grudnia 1945
- Krzyż Srebrny Orderu Virtuti Militari - 20 września 1944[1]
- czterokrotnie Krzyż Walecznych - min. 18 listopada 1944
- Krzyż Partyzancki - 1 września 1946
- Medal za Warszawę 1939-1945 - 5 lipca 1946
- Medal Zwycięstwa i Wolności 1945 - 9 maja 1946
- Odznaka Grunwaldzka - 15 lipca 1946
- Medal „Za zwycięstwo nad Niemcami w Wielkiej Wojnie Ojczyźnianej 1941–1945” - 7 marca 1946 (Związek Radziecki)